# Lébény-Mosonszentmiklós (nádraží)
Lébény-Mosonszentmiklós je železniční stanice v Maďarsku, poblíž města Lébény a obce Mosonszentmiklós v župě Győr-Moson-Sopron. Stanice byla otevřena v roce 1855, kdy byla zprovozněna trať mezi městy Győr a Bruck an der Leitha.

## Provozní informace
Stanice má celkem 2 nástupiště a 4 nástupní hrany. Ve stanici není možnost zakoupení si jízdenky a je elektrizovaná střídavým proudem 25 kV, 50 Hz. Provozuje ji společnost MÁV.

## Doprava
Zastavují zde pouze osobní vlaky, které jezdí do Budapešti, Vídně, Győru a Rajky. Projíždějí zde mezinárodní vlaky EuroCity a railjet.

## Tratě
Stanicí prochází tato trať:
- Budapešť–Hegyeshalom–Rajka (MÁV 1)

## Galerie

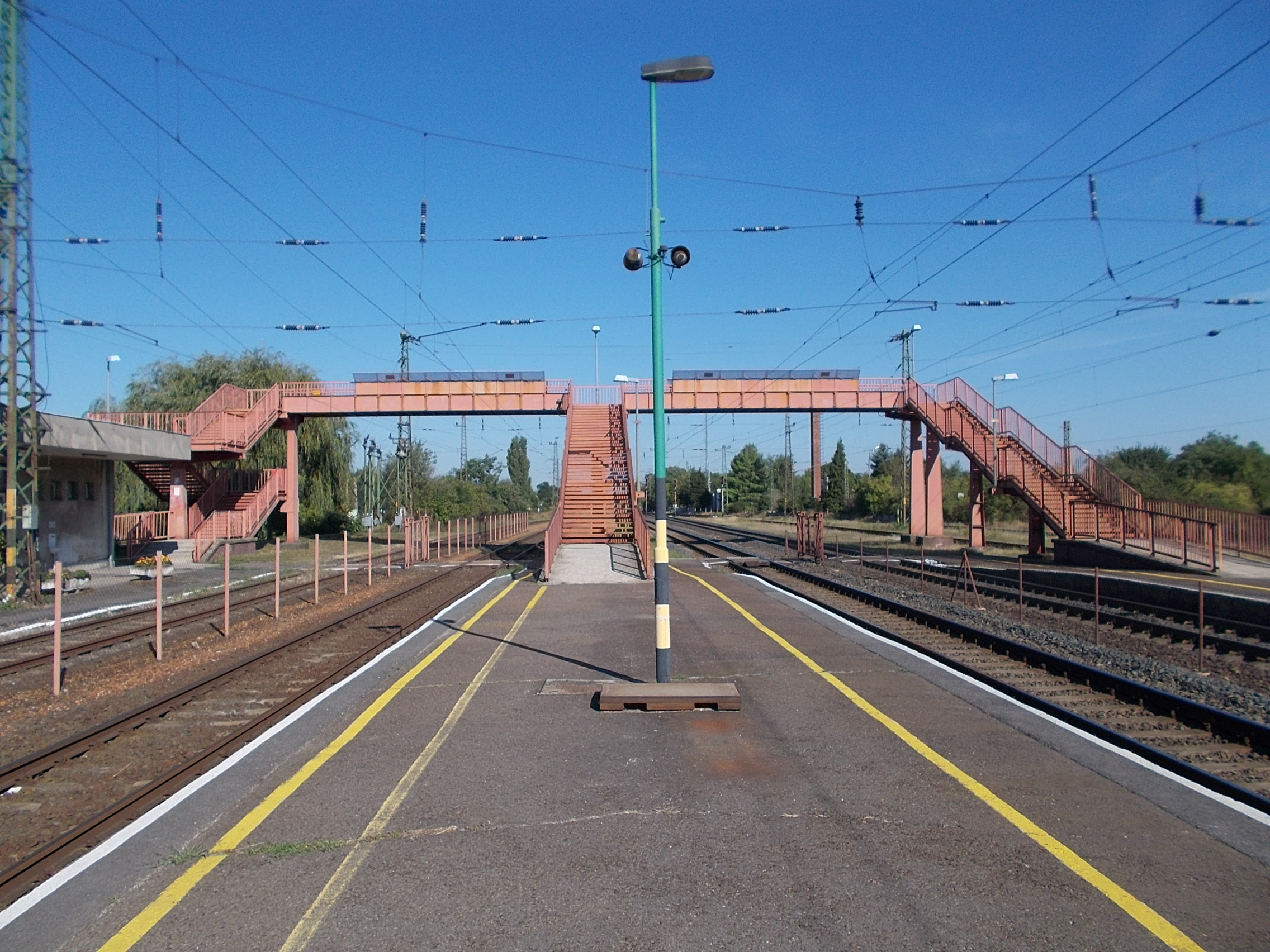
Pohled na stanici.
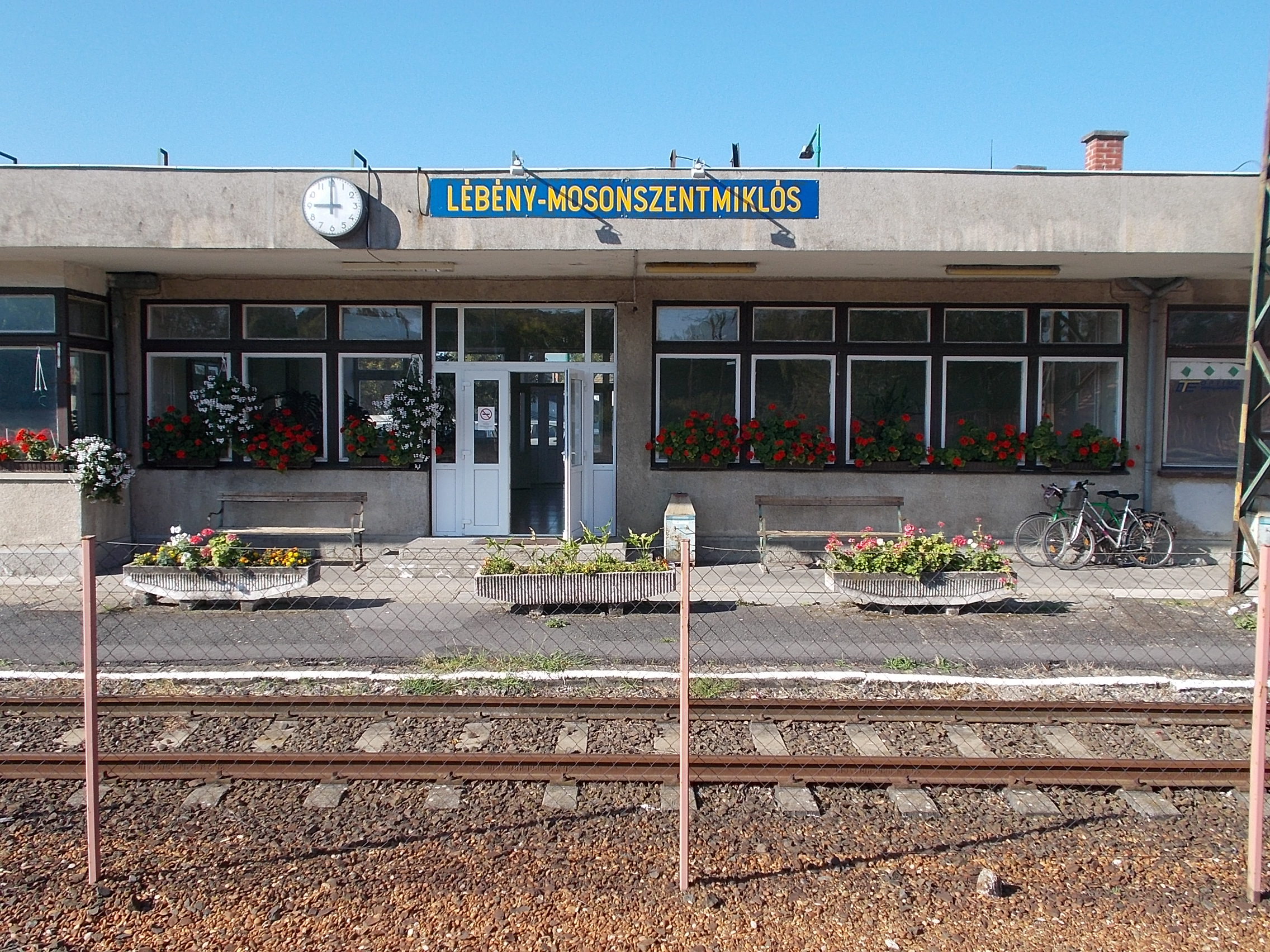
Pohled na staniční budovu.
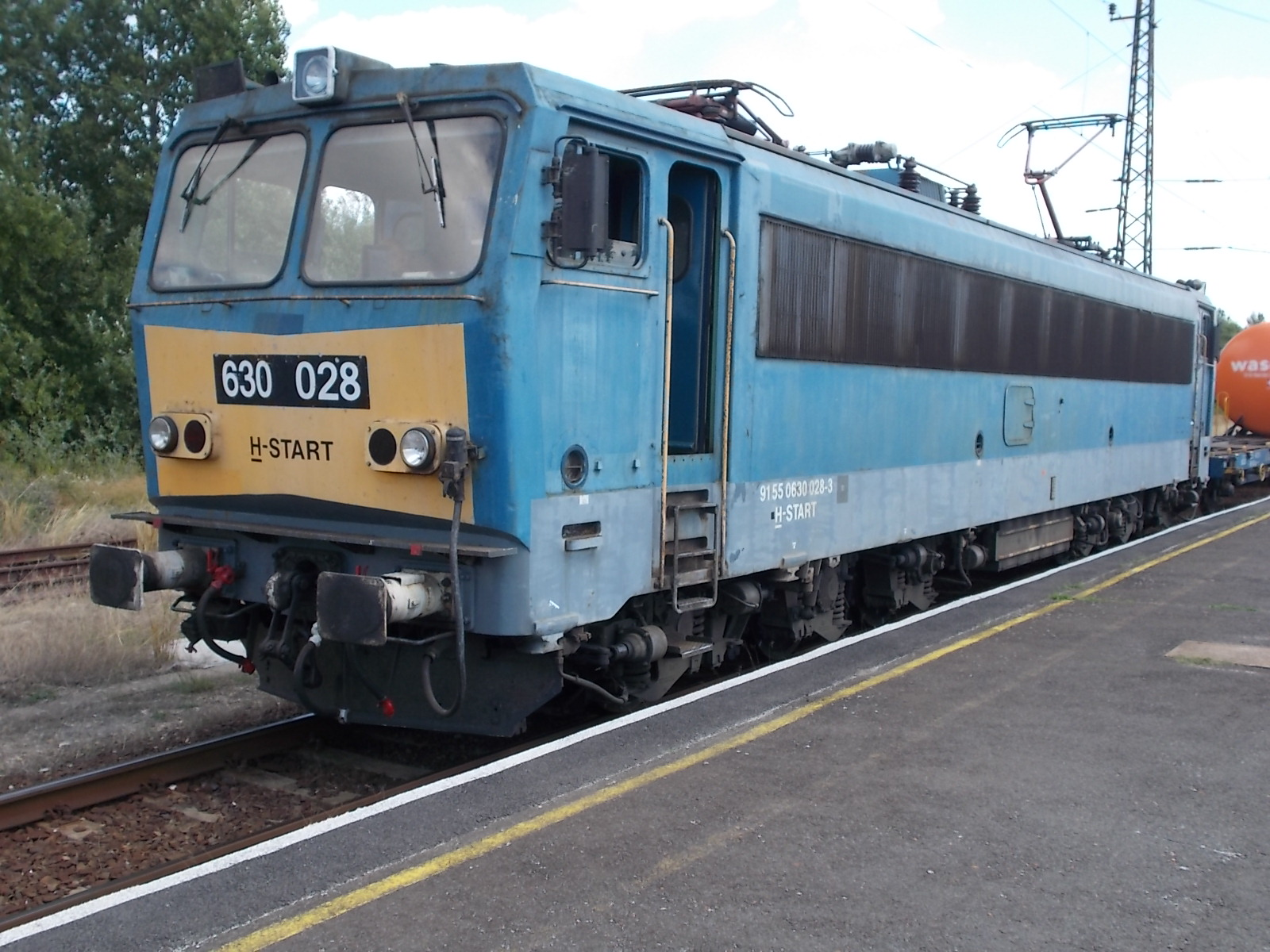
Lokomotiva V63 s vlakem ve stanici.